# Handforth
Handforth est une ville du comté de Cheshire, dans le nord-ouest de l'Angleterre.

## Histoire
Le nom original de Handforth était Handforth cum-Bosden. Il faisait partie de la paroisse de  Cheadle depuis de nombreuses années. L'étymologie du nom serait un gué ('Ford' en anglais) qui traversait la rivière Dean, appartenant à 'Hanna'. Le premier record de Handforth était dans une charte datée entre 1233 et 1236.

## Personnalités liées à la ville
- John Rooke Corbett (1876-1949), un des membres fondateurs du Rucksack Club, un club alpin de Manchester, y est né.